# Володарский сельсовет (Тамбовская область)
Володарский сельсовет — муниципальное образование со статусом сельского поселения в составе Жердевского района Тамбовской области Российской Федерации
Административный центр — село Максим Горький.

## История
В соответствии с Законом Тамбовской области от 17 сентября 2004 года № 232-З установлены границы муниципального образования и статус сельсовета как сельского поселения.

## Население
| 2010 | 2012 | 2013 | 2014 | 2015 | 2016 | 2017 |
| ---- | ---- | ---- | ---- | ---- | ---- | ---- |
| 875  | →875 | ↗885 | ↘877 | ↘852 | ↘830 | ↘804 |
| 2018 | 2019 | 2020 | 2021 |      |      |      |
| ↘800 | ↘786 | →786 | ↗801 |      |      |      |

## Состав сельского поселения
| № | Населённый пункт | Тип населённого пункта       | Население |
| - | ---------------- | ---------------------------- | --------- |
| 1 | Максим Горький   | село, административный центр | ↘587      |
| 2 | Новый Свет 1-й   | посёлок                      | ↘288      |